# Hřebenule borová
Hřebenule borová (Diprion pini) je druh blanokřídlého hmyzu z čeledi hřebenulovití (Diprionidae). Jedná se o škůdce v borových lesích, při přemnožení působí značné škody.

## Dospělci
Samice je dlouhá asi 1 cm, v základu žlutohnědě zbarvená, na hrudi a hlavě má černou kresbu, na zadečku příčné černé pásky. Tykadla má řetízkovitá. Sameček je menší, černě zbarvený, má nápadná hřebenitá tykadla (odtud český název).

## Larvy
Larvy (housenice) jsou žlutavé, na bocích s řadami tmavých skvrnek, dlouhé asi 1,5 cm. Mají 3 páry hrudních nožek, 8 párů břišních panožek a jeden pár pošinek na konci těla. Žijí pospolitě.

## Životní cyklus
Zimu přezimují kokony (zámotky) ve kterých se přeměňuje larva do kukly. Dospělci se z kokonů vylíhnou v květnu. Samice po spáření klade vajíčka na loňské jehlice, do zářezů v jehlici, vajíčka jsou přitom pokryta hnědavým sekretem. Vylíhlé larvy žijí pospolitě, dospělé si během června upředou kokony na hrabance a zakuklí se. Noví dospělci se vylíhnou v červenci a po spáření samice opět naklade vajíčka. Druhé pokolení larev žije až do října, kdy se housenice zakuklí v kokonech v hrabance.